# Ammothea spinosa
Ammothea spinosa är en havsspindelart som först beskrevs av Hodgson, T.V. 1907.  Ammothea spinosa ingår i släktet Ammothea och familjen Ammotheidae.
Artens utbredningsområde är Södra Ishavet. Inga underarter finns listade i Catalogue of Life.